# (6933) Azumayasan
(6933) Azumayasan est un astéroïde de la ceinture principale.

## Description
(6933) Azumayasan est un astéroïde de la ceinture principale. Il fut découvert le 28 décembre 1994 à Oizumi par Takao Kobayashi. Il présente une orbite caractérisée par un demi-grand axe de 2,70 UA, une excentricité de 0,17 et une inclinaison de 2,6° par rapport à l'écliptique.

## Compléments